# Eduard Dehandschutter
Eduard Dehandschutter (Hamme, 29 april 1901 - Mortsel, 25 maart 1996) was een Belgisch politicus voor het Katholiek Verbond van België en de CVP.

## Levensloop
Dehandschutter was een zoon van Louis Dehandschutter (1873-1943) en van Marie Walraevens (1870-1950). Hij trouwde met Josepha De Meulder (1907-1996). Van beroep was hij zaakwaarnemer.
In 1938 werd hij verkozen tot gemeenteraadslid van Kontich en werd er schepen in 1947.
Hij werd verkozen tot CVP-volksvertegenwoordiger voor het arrondissement Antwerpen van 1946 tot 1949 en van 1950 tot 1961. Hij was vervolgens provinciaal senator van 1961 tot 1965.